# Hard Nose the Highway
Albums de Van Morrison
Saint Dominic's Preview
(1972) It's Too Late to Stop Now
(1974)
Hard Nose the Highway est le septième album studio de Van Morrison sorti en juillet 1973.
Lorsque débutent les séances de Hard Nose The Highway, beaucoup de choses ont changé depuis la glorieuse époque de Saint Dominic's Preview. Durant cet intervalle d'un an, Morrison a retrouvé un groupe stable qui officie remarquablement sous le nom de Caledonia Soul Orchestra, a collaboré avec la chanteuse Jackie DeShannon, et a pu enfin bénéficier de son studio 16 pistes personnel à la maison dont il avait lancé la construction quelque temps auparavant. De plus, son mariage avec l'actrice Janet Planet semble très menacé, et la rupture effective interviendra d'ailleurs dès la sortie de l'album.
Le guitariste John Platania a décrit l'enregistrement de cet album comme une expérience agréable et tout à fait particulière : à huis clos depuis le sommet d'une colline que le chanteur habite à San Rafael en Californie, les musiciens improvisent avec une grande spontanéité sous la direction d'un Van décontracté qui leur laisse carte blanche, espérant bien tirer profit de la nouvelle liberté accordée par la récente acquisition de son studio personnel. Ce qui pourrait passer pour de la négligence ne doit pourtant pas être interprété comme tel, comme en témoigne Platania qui sent malgré tout la volonté de Morrison planer sur la colline : "Par exemple, il ne voulait pas de guitares distordues. Il cherchait un son précis, il avait une vision en tête." L'artiste déclarera d'ailleurs lors d'une interview ultérieure qu'il s'agit du premier disque sur lequel il a pu exercer un contrôle total.
Le Caledonia Soul Orchestra apporte une grande cohésion musicale à cet album qui s'oriente plus franchement vers le jazz que n'importe quel précédent album du chanteur. Ceci est essentiellement dû à l'importante contribution de l'admirable pianiste Jeff Labes, mêlée aux interventions ponctuelles, mais bien senties, de cuivres qui ne se confinent plus seulement au rôle de soutien rythmique comme c'est souvent le cas dans l'œuvre de Van Morrison. Il importe également de relever la présence dans plusieurs chansons d'une section de cordes qui fait dès lors partie intégrante du groupe et qui apporte une certaine densité au son unique que Morrison a su créer pour ce disque. Enfin, mentionnons l'intervention magistrale de la chorale d'Oakland sur Snow In San Anselmo et la participation de Jackie DeShannon aux chœurs.
D'après Van Morrison lui-même, ce disque fut à l'origine envisagé comme un double album, ce qui explique le notable changement d'ambiance que l'on peut discerner entre les deux faces de l'ancien vinyle (ce qui correspond maintenant à la séparation entre The Great Deception et Bein' Green) : "Le concept de l'album était d'essayer d'établir la difficulté de mon métier. Et puis il y avait des choses plus légères sur l'autre face. La première partie est plutôt rude tandis que la seconde est plus tendre. C'était juste le concept de l'album !". En effet, la deuxième face a de quoi surprendre : pour la première fois depuis Blowin' Your Mind en 1967, Morrison interprète deux chansons dont il n'est pas compositeur. Il s'agit d'une part de Bein' Green, qui fut chantée en premier lieu par Kermit la grenouille lors de l'émission de télévision anglophone pour enfants Sesame Street (Van est alors jeune père) et d'autre part de Purple Heather, reprise très personnalisée de la traditionnelle chanson écossaise Wild Mountain Thyme.
Cet étrange album ne connaitra pas de suite directe dans le développement de la carrière de Van Morrison, ce qui restera un mystère pour ses (nombreux) détracteurs comme pour ses défenseurs qui peuvent déplorer que le chanteur se soit finalement éloigné d'un disque qui indiquait pourtant de nombreuses nouvelles directions.
Hard Nose The Highway a atteint la 27e place du classement américain des ventes de disques. Les simples qui en ont été extraits sont Warm Love et Bein' Green.

## Titres
| 1. | Snow in San Anselmo      | 4:33  |
| 2. | Warm Love                | 3:22  |
| 3. | Hard Nose the Highway    | 5:12  |
| 4. | Wild Children            | 4:19  |
| 5. | The Great Deception      | 4:50  |
| 6. | Bein' Green (Joe Raposo) | 4:20  |
| 7. | Autumn Song              | 10:34 |
| 8. | Purple Heather           | 5:42  |

## Musiciens
- Van Morrison - chant, guitare acoustique
- John Platania - guitare
- David Hayes - basse
- Marty David - basse sur Green et la chanson titre
- Jeff Labes - piano
- Michael Girling - violon
- Zaven Melikian - violon
- Nathan Rubin - violon
- John Tenney - violon
- Nancy Ellis - alto
- Theresa Adams - violoncelle
- Jackie DeShannon - chœurs sur Warm Love et Hard Nose the Highway
- Jack Schroer - saxophones alto, soprano, ténor et baryton
- Jules Broussard : saxophone ténor, flûte
- Joe Ellis - trompette sur Hard Nose the Highway et Bein' Green
- Bill Atwood - trompette
- Rick Schlosser - batterie
- Gary Malaber - batterie, vibraphone
- Oakland Symphony Chamber Choir : Chœurs sur Snow in San Anselmo

## Production
- Production : Van Morrison
- Ingénieurs du son : Neil Schwartz, Jim Stern
- Arrangements : Van Morrison, Jef Labes (cordes), Jack Schroer, (cuivres)
- Jaquette : Rob Springett